# RPGツクール
『RPGツクール』（アールピージーツクール）、または『RPG Maker』は、株式会社KADOKAWA（アスキー、エンターブレイン、Gotcha Gotcha Games）から発売されているRPGのコンストラクションツール（制作ソフト）シリーズ。

## 概要
通常はソースコードから開発する必要があるゲーム制作において、使われる処理などをあらかじめプリセットされた命令、画像、音楽を組み合わせることでオリジナルのRPGを制作することができる。
画像、音楽はあらかじめ用意されたものの他、自分で作ったものも使用できる。作成したRPGは遊ぶだけなら本ソフトを必要としないため、友人に遊ばせたりインターネットで配布したりすることができる。
基本的には『ドラゴンクエスト』風（『ウルティマ』風の移動+『ウィザードリィ』風の戦闘）のRPG製作ソフトであるが、別のタイプの物も存在する。
また、命令の実行を応用すれば、RPG以外のジャンルのゲームを作る事もできる。

## 歴史
元々は株式会社アスキーから発売されていたが、「アスキーツクールシリーズ」の開発がエンターブレインに移行すると「ツクールシリーズ」に改称され、ロゴから「アスキー」の表記が無くなった。
第1作は1990年発売のMSX2用『RPGコンストラクションツール Dante』である。
なお、1992年発売の『RPGコンストラクションツール Dante2』はアクションRPG（イースシリーズ風のRPG）製作ソフトである。これらのことは、エンターブレインのサイトでは解説されていない。
1995年発売のスーパーファミコン用『RPGツクール SUPER DANTE』以降、『RPGツクール』はパソコンとコンシューマーの両方を対象に作られるようになった。その後、PlayStationやゲームボーイアドバンス、ニンテンドーDSなど、幅を広げていく。『初代Dante』から『Dante98 II』までは「Dante」の名称が用いられ、「RPGツクール」はジャンル・カテゴリ名に近い扱いだった。PC用はWindows版のRPGツクール95から、コンシューマー用はスーパーファミコン版の『RPGツクール2』より順次「Dante」の名称が外され、RPGツクールが本シリーズの正式名称となった。
2021年5月現在の最新版は、家庭用は2018年11月15日に発売された『RPGツクールMV Trinity』、PC版は2020年8月20日に発売された『RPGツクールMZ』である。
また、エンターブレインが主催するゲームコンテストもあり、ツクールソフトで作った作品を応募できる（ツクールソフト以外での応募も可の場合もある）。
『Dante98』と『Dante98 II』のWindows対応エミュレーターが、フリーウェアとして公開されている。
初期の作品では、設定項目の多さとアルゴリズムづくりの複雑さに大半のプレーヤーが挫折したと推測され、まともにエンディングまで作れば上出来なプレーと言われた。

## シリーズ誕生まで
- 最初にツクールの名称が使われた『アドベンチャーツクール』（PC-8800シリーズ）が、『ログイン』1987年1月号に掲載される。コマンド選択式のテキストアドベンチャーを作ることができた。製作者はログイン編集部のゲヱセン上野（上野利幸）で、上野がプログラミングを担当した『北海道連鎖殺人 オホーツクに消ゆ』のノウハウがつぎ込まれた。同誌1987年10月号には、画像を扱えるようになった『アドベンチャーツクールmkII』が掲載される。
- 『ウィザードリィ』風3DRPG作成ソフト『ダンジョン万次郎』（PC-8800シリーズ）がログイン1987年4月号に掲載される。「ツクール」の名称は使われていない。

ここまでは、『ログイン』誌上に全プログラムリストが掲載され、それを打ち込むことによって使用することができた。リストは長大なため、「ディスクログイン」という通販サービスでも提供された。
- 1988年4月　アクションRPG作成ソフト『まみりん』（PC-8800シリーズ）が『ログイン』1987年11月号に掲載され、翌年4月発売。『ダンジョン万次郎』と同じく、「ツクール」という名称は使われていない。名前の由来は間宮林蔵[2]。
- 1994年4月『ダンジョンマスター』風3DアクションRPG作成ソフト『ダンジョンRPGツクール だんだんダンジョン』（PC-9800シリーズ）発売。

ここまでログインソフトによる通販のみ。
- 1990年2月 後のRPGツクールシリーズの始祖『Dante』（MSX2) 発売。戦闘以外やることの無かった従来品と違い、物語を演出できるようになる。製作はMSXマガジン編集部のソラマメ（SORAM）。
- 1991年『チャイムズクエスト』 DANTE98の前にでたRPG製作ソフトであるが、正確には本シリーズではない。後にこのシステムを使って作られた、松尾芭蕉と河合曾良を主人公とする同人ゲーム『蕉風』がソフトベンダーTAKERUで発売された。
- 1992年2月 アクションRPG作成ソフト『Dante2』（MSX2) 発売。製作は『吉田工務店』シリーズの吉田哲馬。

ここまでソフト自動販売機『ソフトベンダーTAKERU』にて販売。
- 1992年12月 『Dante』をPC-9800シリーズに移植した『RPGツクール Dante98』発売。

PC関連取扱店の書籍コーナーや書店などにて、ISBN付のムックとして販売。書籍形態のマニュアルが商品本体扱い、ソフト自体は3.5インチと5インチのフロッピーディスクが付録という形で発売された。後継商品のDante98IIも同様。

## 名称の由来
ツクールという名称は、「作る」と「ツール（Tool）」からなる造語である。このため、ローマ字で "Tkool" という表記がされる場合がある。なお、外国語のサイトにおいては、誤ってツクールは「Tsukuru」と「Sukūru（School）」の造語であると紹介されていたり、「RPG School」として誤って紹介されている場合がある（語頭のTsuの発音は、Suに近くなることがある）。
英語版では従来より「RPG Maker」という名称があてられているが、2022年2月15日に『RPG Maker Unite』の制作が発表された際に、世界規模での展開を視野に入れるという理由から日本でのシリーズ名も「RPG Maker」に変更された。

## PC版

### RPGコンストラクションツール Dante
- 1990年2月・MSX2

シリーズの第一作で、開発と発売は『MSXマガジン』名義。従来の簡易型RPG作成ツールと異なり、マップ切り替え・フラグ設定・キャラクターやグラフィックの描画などの機能を備えており、本格的なストーリーの展開やグラフィックをユーザー側で作成することが可能だった。
フロッピーディスク一枚の構成で、システムディスクとゲーム用ディスクは兼用。ゲーム作成用にフロッピーをまるごとコピーするツールが付属していた。ゲーム構成までそのままコピーする完全コピーと、ゲーム部分を初期化したシステムのみコピーする機能があった。
基本はディスク一枚マップ30までの制限があるが、別のゲーム制作用ディスクに続きを作ることで手動ではあるがマップを増やし、ストーリーを長くすることは可能。その際、イベントでディスクを交換するメッセージを組むなどの必要はある。
会話と調べるコマンドは別個に用意されているものの中身は共通で、そのブロックに立って調べるのと、一歩ずれた場所からそのブロックに対して話しかけるのとで同じメッセージ・イベントが起こる。マップの移動なども会話イベントを用いている。
グラフィックは自由に作成出来るものの、BGMはデフォルトで用意されているもの固定。PSGとFM音源（MSX-MUSIC）両対応。PSGの曲とFM音源の曲が両方別個に用意されているが選択は出来ず、FM音源を搭載している機種やFM-PACを増設した環境では、強制的にFM音源楽曲のみの演奏となる。
プレーヤキャラクターはスプライトを使用しているが、使用できる色数に制限がある。これはMSX2のスプライト機能が1スプライトにつき横一列1色という仕様であるが、すべての色を使用できるほどのスプライト数を重ねていないことによる。プレーヤキャラクターは陸地（人型など）と海（船型など）の2種類を作成・使用できる。対してノンプレイヤーキャラクターは背景用グラフィックを使用するため、色数制限がなくパレットの全色を使用可能。反面、ノンプレイヤーキャラクターは向きなどは変えられず、また移動も出来ない。透明色も使えないためキャラクター絵の周囲に背景も一緒に描く必要がある。これは前述のように背景とノンプレイヤーキャラクターに区別がないため。
直接の後継製品である『Dante3』の開発開始が『MSXマガジン』1992年5月号上でアナウンスされた。当初は1992年末発売予定とされたが、発表直後に『MSXマガジン』が休刊、開発も中止となった。『Dante』ではコマンドメニューとステータスメニューが常に表示されていることで、マップ画面領域が狭かったことに対して、『Dante3』では全画面マップ表示になるなどの仕様が予定されていた他、MSX2+からのスムーズスクロールには対応しないであろうことなどが掲載された。『MSXマガジン』の予告ページに掲載されていた『Dante3』の想定画像は、本作のサンプルゲーム『BADOMA』のグラフィックを『ドラゴンクエスト』のフィールドデザイン仕様にしたような外観であった。『Dante3』の開発は中断されたが、予定されていた仕様は後述の『Dante98』に受け継がれた。
サンプルゲーム
BADOMA 血塗られた伝説
古代の悪魔・バドマが甦ったランガズム大陸において、八人の主人公パーティーが冒険をする、というもの。一部残虐な表現や悲劇的な展開を含む。

### アクションRPGコンストラクションツール Dante 2
- 1992年2月・MSX2

前作同様、『MSXマガジン』から発売。日本語表記は「アクションRPG〜」だが、タイトル画面での英文表記はActionではなく「Active RPG〜」となっている。
「2」と謳っているが、前作の直接の後継ではなく、『イース』風のアクションRPGを専門に扱う。今作はオープニングなどにアニメーションを作成することが可能。
前作Danteではボスキャラと雑魚キャラの違いがなく、プレーヤとのエンカウントが通常エンカウント（歩行中のランダムエンカウント）か、会話イベントでの戦闘開始かを設定するだけであったのに対し、今作では別イベントとして扱うことが可能になった。特にプレーヤキャラと同じサイズの雑魚キャラと異なり、ボスキャラはかなり巨大なサイズまで作成できた。また、前作ではスプライトを使用していたプレーヤキャラクターの表示も、今作はすべてグラフィックを使用しているため重ね合わせ制限を受けることがなく、パレット色をすべて使用可能。ノンプレイヤーキャラクターも背景とは別扱いになっているため自由な移動が可能となった。
BGMは『MSXマガジン』制作の音楽作成ツール「MuSICA」で作成した自作曲を使用できる。FM音源とPSGの両対応ではあるが、前作とは異なりFM音源の有無によって自動的にFM版/PSG版を切り替えられることはなく、指定された同じBGMがどちらの環境でも必ず演奏される。FM音源を搭載していない機種の場合、演奏曲のFM音源パートのみ無視して演奏される。例えばPSGパートがドラムとベースを担当している場合はドラムとベースのみが鳴り、PSGパートが存在しない曲の場合は無音になる。そのため、FM音源非搭載機種でもBGMをきちんと聞かせるためにはPSGパートのアレンジに工夫が必要となる。
音楽作成ツールのMuSICA自体はコナミ製のSCC音源にも対応しているが、『Dante2』のBGM再生ドライバはSCCに対応していないので、BGM内にSCCパートが存在する場合は無視され、FMとPSGだけが演奏される。
サンプルゲーム
リドルーンの伝説
旅の剣士レイドローク・スティールは、レオントリア王国に立ち寄った際、国境付近で偶然謎の巨大怪物に襲われていたで同国の王子アルフレッドを救出した。これをきっかけにレイドロークは魔物が急増や凶暴化、巨大怪物の発生などの調査を開始。ストーリーが進むにつれ原因は同国の王位継承争いであり、陰謀に巻き込まれていく…というもの。

### RPGツクール Dante98
- 1992年12月19日・PC-9800シリーズ

MSX版からの移植作品。アスキー ログインソフト編集部より発売。価格は5,340円でフロッピーディスクは5インチ版と3.5インチ版が各2枚組の計4枚付属。別途MS-DOSのシステムが必要。本作で初めて「RPGツクール」の名が使用された（ただし、「ツクール」自体は『アドベンチャーツクール』が最初）。
MSX版『Dante3』（開発中止）で予定されていた仕様の実装に加えPC-98シリーズへの対応に伴い、一部仕様が強化されている。簡単なシステムと、設定がそのまま目に見えるわかりやすさが好評で大ヒットとなった。また、そこから『コープスパーティー』などの数々の名作も生まれた。
フロッピーディスクからの起動のほか、ハードディスクへのインストールが可能。フロッピーディスク2枚のサイズでシステムを動かせるため、標準の日本語FEPにはVJE-Σが使用されていた。これは『Dante98』本体とは別なため、ユーザーで好きなFEPを使用出来る。
ノンプレイヤーキャラクターはイベントでの命令以外ではカニ歩きのように前を向いたまま移動する。マップは切り替え形式で、全ての敵から逃げることが可能（ゲームによっては進行に支障をきたすことがある）。

### RPGツクール Dante98 II
- 1996年7月・PC-98シリーズ

好評だった『RPGツクール Dante98』の続編。基本的な操作を引き継ぎ、階層のついたマップ、変数の導入など、さまざまな機能が追加・強化・拡張された。また、『Dante98 for Windows』と『D2win』を使えばWindows上で『RPGツクールDante98』、『RPGツクールDante98II』の作品がプレイ可能。
開発と企画自体は1994年後期から行われていたが、初期段階のゲームエンジンでは『RPGツクール Dante98』で実現し得なかった機能と要望を吸収しきることが困難となったため、アスキー エンタテインメント ソフトウェア コンテストなどで活躍していた尾島陽児に開発協力を打診し、ゲームエンジンの再構築が行われた。結果、発売日が当初の予定より1年以上延期する形となり、同時進行となっていた『RPGツクール95』とリリース時期が近くなってしまったことと、主流だったOSがMS-DOSからWindowsへの移行されてしまったことと、さらにPC-98シリーズの撤退が進んだことが重なり、発売から十分なユーザー層を確保することができなかった。このため『Dante98II』の作品数は相対的に少なかった。なお、尾島はその後2000、2003、XP、VXとPC系『RPGツクール』の開発を手がけ続けている。

### RPGツクール95
- 1997年3月28日・Windows

Windowsプラットフォームとしての初のRPGツクールとしてリリースされた。

### RPGツクール2000
- 2000年4月5日・Windows

### RPGツクール2003
- 2002年12月18日・Windows

### RPGツクールXP
- 2004年7月22日・Windows

この頃、RGSSが誕生した

### RPGツクールVX・VX Ace
- 2007年12月27日・Windows

### RPGツクールMV
- 2015年12月17日・Windows/OS X

関連サービスにゲームアツマールが存在する。
アクションゲームツクールMVhttps://tkool.jp/act/を参照

### RPGツクールMZ
- 2020年8月21日・Windows/OS X

### RPG Maker Unite
- 2023年5月8日（Unity Asset Store）、2023年予定（Steam）[5]

MZまではスタンドアロンのアプリケーションであったが、Unity上で動作するアセットに変更された。

## コンシューマー版

### RPGツクール SUPER DANTE
- 1995年3月31日・スーパーファミコン

PC98シリーズで好評だった『RPGツクール Dante98』をスーパーファミコンに移植したもの。スーパーファミコンならではの綺麗な画面が特徴となっているほか、巨大なモンスターが表示できるといった細かな改良がされている。
スーパーファミコンではキーボードが扱えないため、文字の入力は入力画面を呼び出しコントローラーで操作して入力する。
城・町・ダンジョンのマッピングは4×4ブロックを一片とした素材を張り合わせるもの。素材は城・ダンジョンがそれぞれ256種類、町は188種類。フィールドはマッピング機能がなく、既成の4つから選ぶ。
魔法グラフィックがあるが、どのグラフィックでも同じ効果音のため変化が少ない。また、戦闘BGMは通常戦闘とボス戦闘とで使い分けることができない。
キャラクターサイズは16*16ドットと、ファミコン時代の一般的なRPGキャラのサイズになっている。キャラクターグラフィック55種（船、動物含む）、モンスターグラフィック43種（色は全て固定）、BGM31種。
船や飛行船を呼び戻す機能が無いため、ゲームによってはワープ魔法を使うことでハマリ状態に陥ってしまう。また、同一の敵を複数出すことができない、魔法を10個以上覚えると古い順に覚えた魔法を忘れるなどの点がある。
レベルアップすると初期ステータスの数値分のステータスが上昇する。このシステムは、続編でも採用されている。
サンプルゲーム
FATE（フェイト）
主人公ライネスが婚約者のファルミアと共に冒険をするストーリー。名前や世界観は北欧神話が元となっている。
後のシリーズのサンプルゲームに比べ、ツクールのチュートリアルなどがない。また、容量の都合で、街の住人が非常に少なく会話もほとんどない。それでも本ツクールの機能は十分に活かしており、イベントも可能な限り盛り込んでいる。そのため、完成品の残容量はほぼゼロである。
元はPC用の『Dante98』で作成されたものの移植版であり、容量の都合で一部のイベントがカット、もしくは縮小されている。

### RPGツクール2
- 1996年1月31日・スーパーファミコン

イベントで使える容量が前作の約2.5倍ほど増加した。
ダンジョンの模様が選択できるようになり、フィールドのマッピングも可能になった。キャラクターサイズが24*16ドットに上がり、2.5頭身となったほか、敵グラフィックが4つのカラーパターンから選択できるようになった。戦闘エフェクトの一部は、前作のものに別の効果音を付けたものとなっている。また、装備品を購入する際、パーティメンバーが装備可能か否か、現在の装備品と比較して強くなるか否かが表示されるようになったが、この機能は『ツクール3』以降には引き継がれなかった。
他には、人イベントを横向きや後ろ向きで配置できるようになった（『SuperDante』では正面向きのみ）。なお、この機能はサンプルゲーム作者である桃栗の意見により追加された。
サテラビュー対応で、衛星データ放送を介して新しい素材をダウンロードすることができた。『かなでーる』で作曲したBGMを使うことも可能。また、ターボファイルTWINあるいはサテラビュー用メモリーパックにデータを保存することができる。
前作での反省を活かし、仕様が大幅に改善され、多くの問題点が解消された。ただし、敵キャラはフィールド・ダンジョン・イベント用で区分されている点やダンジョンのマップの容量の計算方法は前作と変わらない。また、バグが多少存在する。
なお、本作には取扱説明書に載っていない便利な操作方法・機能がいくつかあり、その一部は公式ガイドブックに掲載されている。
サンプルゲーム
だんきちのバクチン大作戦!!
不登校の高校生だんきちが主人公。製品と同名のゲームソフトを入手してツクール学園に突然連れて行かれるという突拍子もないストーリーだが、主となる内容はツクールでのゲームの造り方（主にイベント）の説明。そこでミニゲーム的なイベントが幾つか起こる進行。後半は舞台を学園外に移し、いわゆるRPG的な展開となる。
これは、サンプルゲームをプレイすることでゲームの作り方を学べるような内容にして欲しいというスタッフからの要望に応えたものであった。
レベルの上げ方が足りないと最終イベントを攻略できない「ハマリ状態」に陥ってしまう。
全体的にギャグタッチであり、個性豊かな人物が数多く登場する。小ネタも多く仕込まれており、中には子供には理解し難いやや性的なネタも含まれている。
また、自称「ライターのはしくれ」である作者のこだわりにより、文章が読みやすく整えられている。ただし、その分容量を浪費しており、前作のサンプルゲームとは別の事情で完成品の残容量が非常に少ないものとなっている。

### RPGツクール3
- 1997年11月27日・PlayStation

1ブロック単位でマッピングが可能になったほか、既成ダンジョンも収録。ワールドマップはサガシリーズに近いマーカー式の移動となり、複数作ることが可能。また、「アニメティカ」というモードを搭載、キャラクターやタイトル画像の自作が可能になった。なお、アニメティカ側のみに収録されているサンプルデータ（大型サイズのモンスター1体や現代風キャラクターなど）がいくつかあるが、『ツクール3』で使用する場合はそのデータをメモリーカードにセーブしておく必要がある。
MPの代わりにHPを消費する「必殺技」、パラメーター補正や特殊技能が得られる「職業」システムを導入。パラメータや通貨の名前が変更できるようになり、世界観を演出できる幅が広がった（『2』まではパラメータ名は固定）。また、計算式に則って固定だったダメージ値が多少ランダムに上下するようになったほか、強制AI設定によりプレイヤーが戦闘中に操作できない味方キャラクターを作成可能になった。
装備箇所の左手と右手には、両方に武器（盾）を装備することが可能になった。二刀流にした場合はその分攻撃回数が増加するが、二刀流は個別には禁止できないためバランス調整に困難がともなう。また、装備品を道具として使ったときの効果を設定できるようになった。
フィールドの人物グラフィックが4カラーパターンから選択できるようになり、魔法グラフィックはエフェクトの拡縮や移動など、フラッシュアニメのような簡単なアニメーション編集ができるようになった。
文章関連では使用可能な漢字が大幅に増加し、また、1つのイベント命令で大量の文章を入れられるようになるなど、使い勝手が格段に向上した。
自動的に開始するイベントがなくなり、「イベントを引き継ぐ」に変更となった。また「宝箱イベント」は開閉前後をシステム側で管理するなどスイッチ管理の労力が大幅に低減している。管理しやすくなった反面、イベント途中で特殊な分岐をさせるために自動開始を用いるといったようなトリッキーなテクニックは不可能になった。また、イベントに、これまでの「はい／いいえ」の分岐に加え、確率分岐、メッセージ分岐が追加され、イベント開始条件の指定上限数が4から99になり、規模の大きなイベント作成が可能になった。
敵キャラクターの出現パターンの指定が、マップ単位か任意の範囲を指定してできるようになる。なお、敵の出現グループはランダムであるが味方の数が増えるほど出てくる敵の数は増える（サイズが小さいほど大量に出現）。
データセーブがPSの特長であるメモリーカード式となることで、それまでの家庭機用ツクールの欠点であった容量制限の問題が解決し、事実上無限にシナリオを作成できる。ただし、規模が大きくなるほど容量も大きくなり、メモリーカードを複数要する場合もある（許容量を超えた場合、別のメモリーカードへの読み込みが開始される）。なお、セーブに必要なブロック数が可変であることから、パッケージでの容量表示についてSCEIの担当と一悶着あった（当時容量可変のPSゲームは存在せず、そもそもそのようなものが出るという想定がなかった。同様にPSで発売されたコンストラクションツールである『デザエモンPlus』（アテナ開発・販売）は、15ブロックを固定で使用する仕様）。
『音楽ツクール かなでーる2』で作成した曲データを取り込むことが可能。なお、ゲームで流れる際にドラム音がおかしくなるというバグがあるので注意が必要である（1オクターブ譜面がズレてしまうだけなので、知っていれば回避可能）。
なお、『ツクール2』と同様、取扱説明書に載っていない便利な操作法・機能がある。これらは『ツクール2』と同様に一部が公式ガイドブック、あるいは公式Webサイト上で公開されていた（現在は終了している）。
かつて『広技苑』CD-ROM版で、アスキーツクールコンテストに入賞した作品のデータが付属した。CD-ROM広技苑は1回のみで打ち切られてしまったため、現在での入手は困難。また、『ファミ通WAVE』や『電撃PlayStation D』においても作品の募集が行われ、入選作品は付録のCD-ROMに付属された。ただし、使用ブロック数が多いのでプレイするにはメモリーカードが複数枚必要になる。
『RTA in Japan 2019』では、通常の『ドラゴンクエストVII エデンの戦士たち』のRTAにおいてトッププレイヤーであってもクリアに12時間以上かかるところ、この作品の「アニメティカ」というペイントソフトを利用してセーブデータを改竄することでわずか4分以内でエンディングを呼び出すという攻略方法が行われ、話題となった。
サンプルゲーム
gobli -ゴブリくんの冒険-
RPG世界のザコモンスター「ゴブリ」くんが、その世界でのボスキャラになるために冒険するというメタ的なストーリー。チュートリアル色も濃く、登場するキャラや一般市民達は皆自分達がゲームのキャラであり、それぞれの役割を与えられている事を自覚している（勇者パーティは例外で、何も知らずに旅をしている）。
『ツクール3』の新機能である、敵キャラクターの出現範囲について言及されているシーンもある。

### RPGツクール4
- 2000年12月7日・PlayStation

前作『RPGツクール3』に引き続き、画像エディタ『キャラクターツクール』が付属。しかし、作成したキャラクターの画像は戦闘シーン突入時に毎回ロードが行われるなど問題点が多い。
戦闘シーンがサイドビューとなり、リアルタイムバトル式となった（ただしファイナルファンタジーシリーズのようなアクティヴ/ウェイトのような切り替えができない）。また、魔法に「属性」が設定できるようになったほか、魔法グラフィックは自分で簡単なアニメーションを作ったり、既製のムービーを選択できるようになった。後に、ムービーと敵グラフィックが、『RPGツクール2003』用の素材としてハンドブックのCD-ROMに添付された。Web上からのダウンロードも可能。
効果音やBGMのサンプリング周波数が『ツクール3』から半減したためチープな印象になったほか、過去のツクールシリーズからの流用も多い。また、『音楽ツクール かなでーる3』で作成した曲データをコンバートすることが可能。
イベント機能が強化され、変数が使用可能になったほか、自動的に開始するイベントが復活。また、イベント戦闘の勝敗による展開の分岐を作る事が可能となった。戦闘不能状態を「戦闘終了時に復活する」設定にした場合、全滅してもゲームオーバーにならなくなる（全員のHPが1の状態で再開）。「戦闘終了時に復活する」の設定をしなかった場合はたとえ敗北時のイベントを作ろうと、問答無用でゲームオーバーになってしまう。
キャラクターに顔グラフィックが付けられるようになり、文章表示中に「名前」を別枠で表示することができようになった（ただし「主人公」として設定したキャラのみ）。また、人物やダンジョングラフィックに時代劇風、現代風、SF風などのテイストが増えたほか、「天候」の演出も追加された。
ダンジョンが上下二層式となり、前景の下をキャラクターが歩く演出が可能になるが、反面ダンジョン作成で消費する容量が増加、『ツクール3』と比較し、狭いマップを少数作るのが限界だった。あらかじめ用意されたデフォルトマップを利用することもできるが、苦肉の策であった。デフォルトマップの数は70以上と多く、これらの使用を前提としている事が窺える。容量制限の問題が再発。ダンジョン作成による消費容量が増加したのは、『ツクール3』に実装されていた、マップデータを圧縮して数分の一 - 数十分の一に容量を削減する機能（『ツクール3』では、隠しコマンドで圧縮前/圧縮後のデータ容量と圧縮率を見ることができる）が本作では実装されていないためである。そのため、マップの広さに比例して莫大なデータ容量を消費してしまう。更に、前作では可能だった一部の背景グラフィック上の移動が今作では不可能に。例えば、町を作る場合は前作なら地面の背景を設定し、その上に建物等のオブジェクトだけを配置すれば良かったが、今作は地面もマップチップで作らなければならない。
テストプレイの際には通常のセーブの他にクイックセーブが可能となったが、そのデータをロードするとゲーム内のあらゆるデータ（レベル、魔法、アイテム、スイッチや変数、パーティに至るまで全て）が初期値に戻ってしまうという欠点がある。
発売後短期間で『RPGツクール5』の開発が発表されたため、他のシリーズと比較し『RPGツクール4』の息はかなり短かった。
サンプルゲーム
Rappin' MAGIC -銀の森と銀のアクマ-
主人公クレストがパール姫を助けるため城近くの森の秘宝を探しに行くストーリー。製作者は『コープスパーティ』で有名なチームグリグリのKedwin（祁答院慎）で、『RPGツクール95』の『猫の森のトラ吉』に続いてのサンプルゲーム製作となる。旧作との関連は無いが、同作に登場した薬草「スノーハーブ」が登場している。
ワールドマップが無く町もダンジョンもひとつしかない。また、今までのサンプルゲームと比較してシナリオが短く、プレイしておおよそ1時間程度でクリアできる。エディットの内容も過去のツクール風の手法が多く見られ、客観的に見て容量の浪費だが、初心者の参考にはなる。

### RPGツクール5
- 2002年8月8日・PlayStation 2

ツクール初の3D。前作までと比べ、自由度・難易度・手間が格段に上昇したほか、キーボードとかな漢字変換による日本語入力が可能になったが、一方で、ゲーム実行時の処理が遅い、セーブ容量が厳しいという点もあった。
ツクールシリーズの特長であったオブジェクト的「イベント」の概念を放棄、「イベント」によって「スクリプト」が起動される仕様に。これにより、製作者の自由度は格段にアップしたが、同時に難解さも生んだ。また、「ゲームスイッチ」の名称が「フラグ」に変更された。
アイテムや魔法なども「スクリプト」の起動によって実行される。
いくつものスクリプトを並行して実行できるため、複数イベントを同時に動かしたり、時間経過によって自動的に発生するイベントを作ったりするなど、従来の『RPGツクール』では不可能であったことが可能になった。スクリプトの応用によっては、アクションゲームやシミュレーションゲームといった類のゲームも一応は作成可能であるが、本来の用途ではないため制約は多い。
このように、それまでの『RPGツクール』とは設計思想が大幅に変わっていて、日本語表記ではあるが、かなりプログラミング的な仕様になっている。
「エフェクト」を自作することも可能。戦闘&マップで使用することができ、HPメーターなども表現できる。マップ製作に関しては、旧来どおりの「タイルを1枚ずつ配置する」方法と島を隆起・沈降させてマップを作る方法がある。後者の方が容量をそれほど必要としない。
機能が膨大であるため、取扱説明書に詳細が載っていない部分が多い。なお、ガイドブックは発売中止となった。
発売当時に伊集院光の番組『GameWave』や『深夜の馬鹿力』で、タイアップ企画が行われたが、『クレイジーRPGツクール』（『ドラゴンウエスト9』の焼き直し版）は夏休み限定企画だったため、配布データは途中制作までとなった。
サンプルゲーム
fu-ma
比較的オーソドックスな内容。
サンプルゲームのデータにはパスワードがかかっている。ゲームクリアをするとパスワードが分かり、読めるようになる（公式サイトでもパスワードが公開されていたが、現在は終了している）。
ゲームシステムや世界観がドラゴンクエストのそれと酷似しているが、これは『ドラゴンクエストIV』 - 『VII』のシナリオを手掛けた折尾一則がゲームデザイン・監修を手掛けていることによるもの。彼の公式サイトでは自らミニドラクエと語っている。音楽を担当しているのは松尾早人。

### RPGツクール
- 2004年12月16日・PlayStation 2

前作同様、フィールドは3D。
二頭身キャラで全体的にポップな印象の前作とは打って変わってキャラが八頭身となった。『RPGツクール4』にあった顔グラフィックが復活したが、クオリティは低く、3Dモデルの多くと一致しない、等の難点がある。
収録されている楽曲はプロの楽団によるもので、これらのクオリティは非常に高い。
初心者向けというのが今回のコンセプトだが、自由度が低く、かなりの制約が設けられることになった。しかしその分画像はそれなりに綺麗であり、マップの作成も多少容易になっている。
作成可能な人物が敵味方主役脇役の合計が100体、フィールド、イベント、ダンジョン製作にも大きな制限が加わっている。エンカウント率が前作までと同様に高く、しかも今作は戦闘突入や戦闘終了の都度に長いロード時間が必要となっている。また、前作と違いキーボード非対応となったため、日本語入力環境が大幅に劣化した。
初回購入特典として『RPGツクール作成指南書〜ドラゴンランスの世界を創造しよう〜』を店頭で貰えたが、あくまで参考程度の冊子である。
2005年に本作または『RPGツクールXP』による作品を対象としたコンテスト「ツクール魂2005」が、エンターブレインによって開催された。
サンプルゲーム
サンプルデータ1『Dear Brave Heart』
魔術王ソロモンにより72体の悪魔が封じられてから1000年。その封印は効力を失いつつあり、そんな中、この悪魔たちに立ち向かう若者たちがいた。勇者たちの意思が宿るカード“ソウルクレスト”の力を解放する者、“ソウルマスター”。これは、4体の悪魔を封印した、若きソウルマスターの物語である……。
他にも、サンプルデータ2『太陽の昇る街』が用意されている。

### RPGツクールMV Trinity
- 2018年11月15日 Nintendo Switch、PlayStation 4
- 発売中止 Xbox One(ダウンロード専売)
- 販売形態：パッケージ、ダウンロード
- 2Dに回帰
- 声優ボイス収録、歌詞付きBGM、キャラクタージェネレーター(1560京8551兆8336億0933万8880通りのキャラクリ)などをコンシューマで初搭載
- 素材数は歴代最多
- RPGツクールMVプレイヤー（無料・ツクール広場のオンラインを通じて、作成ゲームを誰でもプレイ可能）
- PlayStation 4が加わったことで、コンシューマで初めて実機でゲームライブ配信が可能になった
- PlayStation 5でプレイ可能、PlayStation 4ソフトでそのまま起動可
- Nintendo Switch版は、NGワードフィルターがあり、必要以上に創作が制限されたり意図しない不具合が発生
- Nintendo Switch版とPlayStation 4版でクロスプレイは出来ない

### RPG MAKER WITH
- 2024年4月11日発売 Nintendo Switch（海外は2024年10月11日）
- 2025年1月30日発売 PlayStation 4、PlayStation 5　（海外は2025年2月21日）
- 販売形態：パッケージ、ダウンロード
- ベース、2D
- 初クロスプラットフォーム化（Nintendo Switch版とPlayStation 4版とPlayStation 5間でアセットとダウンロード作品の相互ダウンロードが出来る）
- RPGツクールMVTrinityからの大きな変更、キャラクタージェネレーター、声優キャラボイス、チュートリアル、歌詞付きBGMと半透明タイル(有料DLCに変更)、複数の制御文字、オープニングムービー、ログインボーナス、５段階評価、マップ作成でダンジョンの生成などが廃止になり、いいね評価、ダウンロード数表示、複製作表示、レイヤー画面、3Dエフェクト、アセットシェアリング、ショートカットUI、数字ピクチャ、頷く動作が追加、イベントコマンドソースの部分横断複製の追加、ユーザーインターフェースが一新された
- 今回は、本体体験版（制限付き、ゲーム投稿機能・アセットシェアリングは体験出来ない）として、無償プレイヤー（他ユーザーが投稿したゲームを誰でもダウンロードしプレイできる）を付属し配布された
- Nintendo Switch版、NGワードフィルター継続

「アセットシェアリング機能」の実装により、作成されたゲームだけではなく、マップやイベントをパーツ単位で公開できるようになった。また、他のユーザーが公開したパーツを自分のゲームに取り入れることもできる。

## 携帯ゲーム版

### RPGツクールGB
- 2000年3月17日・ゲームボーイカラー

RPGツクールとしては初の携帯ゲーム用ソフト。いつでもどこでも気軽にRPG制作ができるようにというコンセプトで作られた。
通信ケーブルを使い作成したデータを共有することができる。これによって分担作業による共同制作が可能となった。
ターボファイルGBを使って作成したデータを最大29個保存することができる。ちなみに、後に発売されるターボファイルアドバンスも使用することが可能。
戦闘シーンはドラゴンクエストシリーズなどで定番のフロントビュー。良く使う単語などを登録できるキーワード登録機能を搭載。
低年齢層が手軽にゲームを作成できるように、敵キャラの行動パターンが「攻撃型」「補助型」などから選べる仕組み。ボリュームは少ない方であり、長く遊べるゲームを作るなら戦闘の回数に頼らざるを得ない部分があった。
発売を記念して、2人1組で参加できる「タッグでツクールコンテスト」が開催された。
サンプルゲーム
NOBLE CAT
ある日、王女ニーナは魔法によってネコの姿にされてしまう。主人公ロコは王女ニーナと共に、姿を戻すための旅に出る。比較的オーソドックスなタイプのRPGで、ベッドで寝る度に元の姿やネコの姿に変わるなど、凝っている部分もある。

### うちゅう人田中太郎で RPGツクールGB2
- 2001年7月20日・ゲームボーイカラー

前作『RPGツクールGB』をベースに、当時『月刊コロコロコミック』で連載されていた『うちゅう人 田中太郎』のキャラクターを追加したもの。『うちゅう人 田中太郎』のキャラクター達がRPG制作術を指南してくれるという初心者にも分かりやすいチュートリアルも搭載している。ツクールシリーズとしては異例の「原作付き」ということになるが、通常のファンタジーRPGも制作可能。
前作同様、通信ケーブルを使って作成したデータを共有することができるため、分担作業による共同制作が可能。ターボファイルGBを使って作成したデータを保存することができる。ちなみに、後に発売されるターボファイルアドバンスも使用することが可能。
1枚絵を表示できるイベントシーン機能とキャラクターの会話時の顔グラフィック表示機能、エラーが発生した際にエラーの内容と対処方法を説明してくれるエラーメッセージ機能、サンプルゲームの中身を見ることができる「サンプルをみる」機能などを追加。
また前作に引き続き、良く使う単語などを登録できるキーワード登録機能も搭載。
サンプルゲーム
おさとうクエスト
いつも楽しみな給食の時間。しかし肝心の給食がいつもと違ってしょっぱくなっている。主人公のタカシはタロウと共に、その原因を突き止めようと給食室へと向かう。
タカシ（堀町タカシ）、タロウ（田中太郎）といった、『うちゅう人 田中太郎』のキャラクターたちが登場するのが特徴。
このゲームで、あるアイテムを入手すると使用できる素材が増える。
MONSTERスクール
主人公である新米教師の「ゲンゴ」先生はある日、モンスターの子供達から「ヒトの言葉を学びたい」という依頼を受け、そのモンスター達の暮らす「マモン島」へ行くこととなる。モンスターの生徒達には一切の言葉が通じないが、唯一言葉のわかる通訳の妖精「フィララ」と共に言葉を教えていくことで様々な物語が展開していく。
前作『RPGツクールGB』の発売を記念して開催された「タッグでツクールコンテスト」で最優秀賞を受賞した作品。

### RPGツクール アドバンス
- 2003年4月25日・ゲームボーイアドバンス

テストプレイをしながらゲームを製作できる新システム搭載。「プレイ&メイク」のスタイルが可能となる。
通信ケーブルを使って作成したデータを共有することができるため、分担作業による共同制作が可能。ターボファイルアドバンスを使って作成したデータを最大15個保存することができる。ちなみにマニュアルにはターボファイルGBの使用は不可と表記されているが、実際にはターボファイルGBでもデータを保存する事は可能。
戦闘シーンでは携帯機版ツクールでは初めてのサイドビュー戦闘（ファイナルファンタジーシリーズ方式）を採用。ただし戦闘システムは『ツクール4』のようなタイム制ではなく、ターン制である。
ゲームプレイ時に毎回タイトル画面が表示され、スタート・コンティニューを選択させるようになった。また、メイクモードとプレイモードの切り替えが出来、プレイモードでは電源投入時に自動的にゲームが開始されるようになる。これら改良によって、市販ゲームに近い感覚で作ったゲームをプレイできるようになる。
機能、自由度は『RPGツクール2』と『RPGツクール3』の中間程度。『RPGツクール4』で採用された機能の一部も入っている。また、メッセージに漢字を使えるようになった。素材はファンタジー物に特化しており、現代物、近未来物などの素材はほとんどない。
『RPGツクール4』や『RPGツクールDS』ほどではないが、ややバグが多い（スタッフロールにはテストプレイヤーの記述がない）。
サンプルゲーム
ジュエルキーパー
主人公はある日、無実の罪で死刑を宣告されてしまう。王が偽者であると気付いた主人公は、その正体を突き止めようとする。コメディタッチのファンタジーRPG。シナリオは宮岡寛が担当。
サンプルロードしても中身を覗くことはできない。
おつかいクエスト
チュートリアルを兼ねているため、サンプルゲームでありながら「不完全な」状態になっている。遊びながら不完全な部分を補完していくことによって、『ツクールアドバンス』でのRPGの作り方を学習できるようになっている。
「ツールファイブ」というキャラクターが登場するが、彼らのグラフィックは素材として使用することはできない。

### RPGツクールDS
- 2010年3月11日・ニンテンドーDS
- 2013年3月6日・Windows XP以降

タッチ操作で簡単にRPGをつくるということで、「DS」で発売されたRPG作成ソフト。英語版のみではあるが、後にPC（対応OS：Windows® XP / Vista / 7（32-bit/64-bit））へと移植された。
ニンテンドーWi-Fiコネクションに対応。素材をダウンロードすることもできる。Wi-Fi通信やDS同士の通信で、相手に作成したデータを送信して遊んで貰うことができる。
DPサイズとFULLサイズのどちらかの形式で作成。作成の途中で形式を変更することも可能。DS同士での通信ではソフトを持っていない相手にも「DPサイズ」でなら送信可能だが、セーブが不可能で、DSの電源を切るとデータも消える。
FULLサイズでは『RPGツクール SUPER DANTE』と同程度のボリュームのゲームを作ることが出来る。『RPGツクール アドバンス』に比べて容量は2倍。ただし消費量は4倍となり、実際のところ『RPGツクール アドバンス』の半分くらいしか作れない。DPサイズでは、全容量は116万。城マップを作成すると40万、街は30万消費。そこにパーツを置くと30万消費（同じパーツ2個目からはほとんど容量はいらない）。音楽一曲で10万〜20万、魔法のエフェクトで最大10万、宝箱で5万、モンスターグラフィックで最大3万消費。そのためか、プレイ時間は長くて1〜2時間ほどであり、これ以上の時間を飽きずに遊ばせるゲームは相当工夫がいる。
ゲーム画面は『ツクール2000』以降のPC版『ツクール』に近く、効果音は『ツクール2000』から使用されているものもある。また、HP表示には別途ライフゲージが使用されている。
モンスター素材は1体につき軽量版と重量版の2種類のデータが存在している。重量版は、リアルなデザインになっている。
ニンテンドーWi-Fiコネクションを使用してDPサイズでのコンテストが開催され、1000を超える作品が公開された。運営スタッフが定期的に行う簡易審査によって最終的に209作品が残り、その内10作品が受賞。受賞作品は公式サイトで紹介された他、『週刊ファミ通』にも記事が掲載された。
ニンテンドーWi-Fiコネクションを使用してFULLサイズでの第二回コンテストが開催された。
ニンテンドーDSi（または、ニンテンドーDSi LLおよびニンテンドー3DS・3DS LL・2DS・New 3DS・New 3DS LL・New 2DS LL）で使用する場合、顔窓カメラで撮影した写真を主人公などの顔グラフィックとして使用できる。
猿楽庁がデバッグに関わっていたにもかかわらずバグが非常に多く、公式サイトで一部のバグについて回避方法が掲載されている。
また、転職できない、変数が使えない、属性そのものが無い、耐性無い　などの点がある。

### RPGツクールDS+
- 2011年12月15日発売・ニンテンドーDSシリーズ

イベント容量の消費量が桁違いに軽減された。また、現代系とSF系・時代劇系にサンプル素材が一新され、前作のメインであったファンタジー系素材はほとんどなくなっている。
ニンテンドーWi-Fiコネクションを使用して接続する「ツクール城＋」では前作の追加素材が発売初日から全て利用可能、その後完全新規素材も追加された。ダウンロードした素材はイベント容量消費から、専用の素材容量を消費する形に変更された。
また『RPGツクールDS』と同様、DSiカメラ（DSi LL・3DS・3DS LL・2DS・New 3DS・New 3DS LL・New 2DS LLも可）でキャラクターの顔グラフィックを撮ることができる。また、タイトル画面をカメラで撮影してタイトル画面を写真にすることができるようになった。
前作の『ツクール城』・本作の『ツクール城＋』共に2013年6月末日をもってサービス終了。フレンド同士のWi-Fi接続によるデータの受け渡しもニンテンドーWi-Fiコネクションのサービス共々2014年5月20日をもって終了した。

### RPGツクール フェス
- 2016年11月24日発売・ニンテンドー3DS

## 携帯アプリ版

### RPGツクールα
- 2002年12月18日・Windows 98以降・iアプリ対応携帯電話専用。

『RPGツクール2003』の初回限定版に同梱されていた、携帯電話アプリのRPGを作成可能なツクール。入手方法は、『RPGツクール2003』の初回限定版を購入することのみで、現在では入手は困難。
Windows PCで制作し、iアプリ対応の携帯電話でプレイする形式。対応する携帯電話に合わせて、10KB版と30KB版を選択可能。容量の制限が厳しいため、他のシリーズ作品に比べて出来ることは極端に限られているが、それでも当時の携帯電話の水準からすればそれなりの物が作れた。
後発の『RPGツクール for mobile』と違い、自分で作成したデータを自由に公開することが可能。このため、本作で作られた多くのゲームが非公式アプリとして公開されている。

### RPGツクール for mobile
- 2006年4月17日・Windows 2000以降(開発環境)、iアプリ対応携帯電話（900iシリーズ以降）専用(公開されたデータを遊ぶ環境)。

エンターブレインのFOMA携帯電話公式サイト『ツクールモバイル@RPG』にゲームを公開するためのRPGツクール。通称は『ツクールモバイル』または略して『ツクモバ』。
公式サイト『ツクールモバイル@RPG』も同じ通称で呼ばれた。Windowsの開発環境は無料でダウンロードできた。しかし完成した作品の配布は上記の携帯サイト以外では出来ず、携帯電話での自由な配布はできなかった。また、開発環境のWindows上での作品の動作は、個人でのテストプレイ目的に限って許可されており、作成したデータをダウンロード可能な形で公開することは規約で禁止されていた。2007年5月に『ツクールモバイル@RPG』のサービスが終了したことにより、配布終了となり、現在はダウンロードできない。
『ツクールモバイル@RPG』は『RPGツクール for mobile』作品を専用に扱い、なおかつこのサイトが『RPGツクール for mobile』作品を公開できる唯一の場所であった。一般の人が作品を公開するには、電子メールでエンターブレインの編集部に投稿を行い、このサイトでの採用を待つしか方法がなかった。選考に漏れた作品には公開の機会が全く与えられなかった。
『ツクールモバイル@RPG』では連載作品と投稿作品を公開していた。連載作品は、過去コンテストパークで受賞したことがある著名なツクラーを中心にした作者が主に担当し（他に桝田省治のような著名な作者も担当した）、作品には『ぼくのすむまち』、『まぼろし姫』などがあった。毎週1作ずつ、新作が公開されていく形式だった。各作品は全6回の連載であり(『まぼろし姫』のみ全3回)、公開と同時に連載が開始した作品は連載を終わらせることが出来たが、それ以外の作品の多くは、数回の連載で終了した。連載が完了しなかった作品の一部は現在ファミ通.com 無料ゲーム内でダウンロードが可能である。
投稿作品は、毎月ごとに投稿作品のうち受賞作品を発表していた。受賞作品にはそれぞれ金賞30、銀賞10、銅賞5、努力賞3ポイントが手に入り(他に、あと一歩賞などの名前でポイントが与えられることもあった)、10ポイント貯めることで一万円が賞金として贈られた。配布の形態上、受賞しなかった作品は公開の機会が全く与えられないことから、応募作品は比較的何らかの賞に受賞しやすい傾向であった。サービス終了時、10ポイントに満たないポイントを獲得していた投稿者には、千円分のクオカードが贈られた。
サイトの登録には月額300円が必要であり、この金額を払えば公開作品は全てプレイすることが可能であった。逆に、たとえ作品を投稿し採用された本人であっても、携帯電話上でプレイするには対応した携帯電話を所持しておりサイトに登録して月額を支払う必要があったため、採用されたのに実機でプレイできないプレイヤーが続出していた。
DoJaプロファイルはDoJa 3.5仕様を採用しており、作品の容量制限はスクラッチパッド上限の400KBであった。
仲間は最大3人、一人が持てる道具は8個まで、といった、ファミコン版『ドラゴンクエストII』に似たシステムを採用している。容量制限などによる、数々の仕様上の制約がある。例えば「1つのマップに登録できるタイル（マップパターン）は32種類まで（PC用『ツクール』では256〜1024種類かそれ以上使用可能な場合が多く、それに比べると極端に少ない）」「仲間が死亡した時に蘇生をさせるためのイベントコマンドがなく、プレイヤーに自主的に教会や蘇生魔法で回復してもらうしかない」「戦闘時のBGMを変更することが出来ず、ボス戦でも同じBGMにせざるを得ない」などである。一方、他の『RPGツクール』には搭載されていない仕様もあった。「魔法やアイテムのターゲットにドラクエシリーズ風の『敵種別』でのグループ指定が可能」「道具として使うと魔法と同等の効果のある武器や防具を作れる」などである。これらの機能を他のツクール作品で実現するにはRGSSを採用したツクール作品で実装するなどしかない。

## 関連書籍

### PC版
RPGツクール Dante98 ―PC‐9801でキミだけのオリジナルRPGが簡単に作れる
ログインソフト編集部（編集） ISBN 4-7561-0665-X（1992年12月）
RPGツクール Dante98 2 ―手軽な操作で自分だけの本格的なRPGを作れる
ログインソフト編集部（編集） ISBN 4-7561-1244-7（1996年7月）
出撃 RPGツクール95
アスキー（編集） ISBN 4-7561-2770-3（1997年3月）
RPGツクール95 完全網羅ガイドブック
デジタルファミ通編集部 ISBN 4-89366-741-6（1997年5月）
RPGツクール2000 ハンドブック
メディアミックス書籍部（編集） ISBN 4-7577-0172-1（2001年2月）
RPGツクール2003 ハンドブック
PCエンタテイメント書籍編集部（著） ISBN 4-7577-1410-6（2003年3月）

### コンシューマー版
RPGツクール SUPER DANTE 公式ガイドブック ―入門編
ファミコン通信編集部 ISBN 4-89366-343-7（1995年4月）
初心者向けの解説本。文字やゲーム画面の誤植が多かったが、増刷で修正されている。開発者インタビューのほか、オリジナルRPGを実際に作成した例やサンプルゲームの攻略法なども収録されている。
RPGツクール SUPER DANTE 公式ガイドブック ―実践編
スタパ齋藤、桃栗たき子（著） ファミコン通信編集部（責任編集） ISBN 4-89366-354-2（1995年4月）
スタパ齋藤と桃栗たき子による独特の切り口でテクニックを解説。入門編と違い、漢字にルビがない、子供にはわかり難いネタが多い、などといった点から対象年齢はやや高めである。ジョークのような「RPGアイデア集」や丁稚な挿絵イラストも特徴。データを記入するための表が付属。
RPGツクール SUPER DANTE 公式ガイドブック ―データ編
アスキー出版局（編集） ISBN 4-89366-353-4（1995年5月）
キャラクター、物、モンスターのドット絵のグラフィック一覧やパラメータの仕様、グラフィックデザイン担当者による一部の原画とコメントが掲載されている。また、グラフィック一覧は名称が記載されている。ただし、キャラクターグラフィックのドット絵一覧はそれぞれ四方向のグラフィックを掲載しているものの、歩行パターンのグラフィックが掲載されておらず、完全なものではない。
RPGツクール2 公式ガイドブック〈入門編〉
ファミ通編集部（編集） ISBN 4-89366-473-5（1996年2月）
前作と同じく「子供ユーザー」を対象としている。操作・機能ガイドといった内容のほか、RPG作りでの注意点が挿絵付き（歴代パッケージイラストと同じ人によるもの）でアドバイスされている。グラフィック一覧や仕様も収録されている。
RPGツクール2 公式ガイドブック〈実践編〉
ファミ通編集部（編集） ISBN 4-89366-479-4（1996年2月）
前作と同じく「大人ユーザー」を対象としている。内容は入門編より深く、スタパ齋藤や桃栗たき子によるコラムが載っているなど、コアな仕上がり。仕様書を作るための表が巻末に付属した。表の記入例は『ゲーム帝国』を元にしたRPGになっている。ほか、桃栗のサンプルゲーム制作の裏話も掲載されている。挿絵イラストは姫野かげまるが担当。
RPGツクール3 公式ガイドブック
ファミ通書籍編集部（編集） ISBN 4-7577-0099-7（1997年11月）
取扱説明書に載っていなかった戦闘時の計算式や、レベルアップに要する経験値など、必須と思われる内容がガイドブックにも載らないというミスを犯し、後からWeb上でデータを公開する事態に。内容は前作までにおける「入門編」に近く、テクニックの解説はほとんどない。
RPGツクール4 公式ガイドブック
ファミ通書籍編集部（編集） ISBN 4-7577-0323-6（2001年1月）
ツクール4内での画像素材がほぼ完璧に収録されているため、やや厚い。ところどころに『ツクール4』とはあまり関係の無い、桃栗たき子によるやや暴走気味のジョーク的コラムが書かれている。ちなみにそのジョーク的コラムを全て真に受けると当然まともなゲームにはならない（例として、成分が毒の回復薬やマトリョーシカを意識したモンスターなどがある）。
RPGツクール4 とってもかんたんツクールガイド
Vジャンプ編集部（編纂） ISBN 4-08-779089-4（2000年12月）
RPGツクール5 公式ガイドブック
発売中止が公式サイトより発表された。
RPGツクール5 とってもたのしくツクールガイド
Vジャンプ編集部（編纂） ISBN 4-08-779190-4（2002年8月）
RPGツクール 公式ガイドブック
ファミ通書籍編集部（編集） ISBN 4-7577-2157-9（2004年12月）

### 携帯ゲーム版
RPGツクールGB 公式ガイドブック
ファミ通（責任編集） ISBN 4-7577-0114-4（2000年3月）
RPGツクールアドバンス 公式ガイドブック
ファミ通書籍編集部（編集） ISBN 4-7577-1501-3（2003年5月）
RPGツクールDS 公式ガイドブック
ファミ通書籍編集部（編集） ISBN 4-0472-6373-7（2010年3月）
RPGツクール フェス 公式ガイドブック
ファミ通（責任編集） ISBN 4-0473-3195-3（2016年12月）